# Symphonies d'Anton Bruckner
Anton Bruckner a composé onze symphonies, la première étant la Symphonie en fa mineur en 1863, la dernière, la Symphonie no 9 inachevée de 1893-1896.
La Symphonie en fa mineur de 1863 était initialement appelée Symphonie no 1, et, dans une lettre du 29 janvier 1865 à son ami Rudolf Weinwurm, Bruckner décrivit la Symphonie en ut mineur, à laquelle il travaillait à cette époque, comme sa Symphonie no 2. Ultérieurement Bruckner décida de laisser la Symphonie en fa mineur non numérotée et désigna la Symphonie en ut mineur de 1865/1866 comme sa « Symphonie no 1 ». De manière similaire, la Symphonie en ré mineur de 1869 était initialement appelée Symphonie no 2, tandis que la Symphonie en ut mineur de 1872 était sa Symphonie no 3. Au cours des années 1872 ou 1873, Bruckner décida de laisser la Symphonie en ré mineur non numérotée, et il désigna la Symphonie en ut mineur de 1872 comme sa « Symphonie no 2 ».

## Période de Linz

### Symphonie en ré mineur (1863)
Avant de finaliser la Symphonie en fa mineur, Bruckner avait composé le 7 janvier 1863 des esquisses pour une Symphonie en ré mineur, WAB add 244 (Österreichische Nationalbibliothek – Mus.Hs.44706, pages 311-314 & 319-321). Ricardo Luna a orchestré les vingt fragments qui ont été retrouvés.

### Symphonie en fa mineur
Otto Kitzler, le dernier professeur de compositions de Bruckner, lui ordonna de composer trois dernières œuvres comme point final de ses études auprès de lui : une œuvre chorale (le Psaume 112), une ouverture (l'Ouverture en sol mineur) et une symphonie. La Symphonie en fa mineur a été achevée en 1863. Bruckner a par la suite rejeté cette composition, mais ne l'a pas détruite. Tandis qu'elle rappelle celles d'autres compositeurs comme Robert Schumann, elle porte déjà indéniablement aussi la marque du style ultérieur de Bruckner. Kitzler a commenté l'œuvre comme n'étant « pas très inspirée ». L'œuvre, qui a été créée en 1924, n'a été éditée dans son intégralité qu'en 1973.

### Symphonieno1en do mineur
La Symphonie no 1 en do mineur - parfois appelée par Bruckner das kecke Beserl (essai de traduction : le jeune loup insolent) - a été composée en 1866, mais le manuscrit original n'en a été reconstitué qu'en 1998. Elle est surtout connue sous deux autres versions, la soi-disant Version de Linz, basée principalement sur des révisions rythmiques introduites à Vienne en 1877, et la Version viennoise, une révision complète effectuée en 1891.

### Symphonie en ré mineur (1869)
La symphonie suivante a été la Symphonie en ré mineur de 1869, la prétendue « Symphonie no 0 » (Die Nullte), une œuvre si durement critiquée que Bruckner l'a complètement rejetée. Elle n'a pas été exécutée au cours de la vie du compositeur.

### Symphonie en si bémol majeur
La tentative suivante a été une esquisse du premier mouvement d'une symphonie en si bémol majeur, qui a été abandonnée par la suite. Ricardo Luna l’a d'abord transcrite pour ensemble de chambre : Ricardo Luna, Bruckner unknown – CD Preiser Records PR 91250, 2013, et plus tard pour orchestre symphonique.

## Période viennoise

### Symphonieno2en do mineur
La Symphonie no 2 en do mineur de 1872 a été révisée en 1873, 1876, 1877 et 1892. Elle est parfois appelée « la Symphonie des Pauses » pour son utilisation de pauses dramatiques de l'ensemble de l'orchestre, qui accentuent la structure de l'œuvre. Dans l'édition Carragan de la version 1872, le Scherzo est placé en deuxième position et l'Adagio en troisième position. Elle est dans la même tonalité que la Symphonie no 1.

### Symphonieno3en ré mineur
Bruckner compose la Symphonie no 3 en ré mineur en 1873. Il la présenta à Wagner avec la Deuxième, en lui demandant laquelle des deux il pourrait lui dédicacer. Wagner choisit la Troisième et Bruckner lui envoya une copie calligraphiée peu de temps après. C'est pourquoi la version originale de la Wagner Symphonie a été conservée, malgré les révisions successives en 1874, 1876, 1877-1878 et 1888-1889. Une des raisons, qui a contribué au choix de Wagner pour accepter la dédicace, était les citations de la musique des opéras de Wagner que la Troisième contenait, notamment de la Walkyrie et de Lohengrin. La plupart de ces citations ont été supprimées dans les versions ultérieures.

### Symphonieno4en mi bémol majeur,Romantique
La Symphonie no 4 en mi bémol majeur a été le premier grand succès de Bruckner. Elle est plus communément connue comme la Symphonie Romantique, la seule épithète ajoutée à une symphonie par le compositeur lui-même. La version 1874 n'a été que rarement exécutée ; le succès est venu en 1878, mais seulement après des révisions majeures, dont un nouveau scherzo et un nouveau final, et en 1880-1881, une fois de plus, un final complètement réécrit. Cette version a été créée en 1881 par le chef d'orchestre Hans Richter. Bruckner a introduit des révisions mineures supplémentaires à cette symphonie en 1886-1888.

### Symphonieno5en si bémol majeur
La Symphonie no 5 en si bémol majeur, qui couronne la période la plus productive de composition des symphonies, a été achevée au début de 1876. Jusqu'il y a peu, on ne connaissait que la version révisée de 1878. En 2008, les concepts originaux de cette symphonie ont été édités et exécutés par Akira Naito avec le Nouvel Orchestre de la Cité de Tokyo. Beaucoup considèrent cette symphonie de Bruckner comme son chef-d'œuvre dans le domaine du contrepoint. Par exemple, le final est une combinaison de fugue et de forme sonate : le premier thème (caractérisé par le saut d'octave) apparaît dans l'exposition comme une fugue en quatre parties aux cordes, le thème final de l'exposition est introduit comme un choral aux cuivres, puis comme une fugue en quatre parties au cours du développement, et aboutit à une double fugue avec le premier thème lors de la reprise ; en outre, la coda combine non seulement ces deux thèmes, mais aussi le thème principal du premier mouvement. Bruckner n'a jamais entendu cette symphonie jouée par un orchestre.

### Symphonieno6en la majeur
La Symphonie no 6 en la majeur écrite de 1879 à 1881, est une œuvre souvent "négligée". Tandis que le rythme brucknérien (deux notes plus un triolet ou vice versa) était déjà une caractéristique de ses symphonies précédentes, il est largement présent dans cette œuvre, notamment dans le premier mouvement - ce qui rend son exécution particulièrement difficile.

### Symphonieno7en mi majeur
La Symphonie no 7 en mi majeur a été la plus appréciée des symphonies de Bruckner auprès du public de l'époque et reste toujours très populaire. Elle a été composée en 1881-1883 et révisée en 1885. Pendant qu'il commençait à travailler à cette symphonie, Bruckner était conscient que la mort de Wagner était imminente. L'Adagio est une musique lente et funèbre pour Wagner (le point culminant du mouvement survient à la lettre W lors de la reprise) et, pour la première fois, Bruckner inclut des tubas wagnériens dans l'orchestre.

### Symphonieno8en ut mineur
Bruckner a commencé la composition de sa Symphonie no 8 en ut mineur en 1884. En 1887, Bruckner adressa l'œuvre à Hermann Levi, le chef d'orchestre qui avait dirigé sa Septième avec grand succès. Levi, qui avait dit que la Septième de Bruckner était la plus grande symphonie après celles de Beethoven, estima que le Huitième était un pêle-mêle source de confusion. Dévasté par cette évaluation de Levi, Bruckner révisa l'œuvre, parfois avec l'aide de Franz Schalk et en termina une nouvelle version en 1890. Deryck Cooke, écrit que « Bruckner a non seulement recomposé [la Huitième]... mais l'a grandement améliorée de plusieurs façons.... C'est une symphonie de Bruckner qui n'avait pas atteint pleinement sa forme définitive dans sa première version, à laquelle il ne peut être question de retourner ».

### Symphonieno9en ré mineur
La réalisation finale de la vie de Bruckner était sa Symphonie no 9 en ré mineur, dont la composition avait été initiée en août 1887 et qu'il avait dédiée "Au bon Dieu." Les trois premiers mouvements ont été achevés fin 1894, la composition de l'Adagio s'étendant sur dix-huit mois. Les derniers dix-huit mois de la vie de Bruckner ont été consacrés à la composition de son Final. Sa réalisation a été retardée par la mauvaise santé du compositeur et par sa compulsion à réviser ses symphonies antérieures, et à sa mort en 1896, le dernier mouvement n'était ainsi pas achevé. Les trois premiers mouvements sont restés non exécutés jusqu'à ce que Ferdinand Löwe crée leur première à Vienne, dans une version fortement révisée, le 11 février 1903. Bruckner avait suggéré d'utiliser son Te Deum, en guise de Final, qui compléterait ainsi l'hommage à la Neuvième symphonie de Beethoven (elle aussi en ré mineur). Le problème était que le Te Deum est en do majeur, alors que la Neuvième Symphonie est en ré mineur, et, bien que Bruckner avait commencé à esquisser une transition de l'Adagio (en mi majeur) vers la tonalité de do majeur, il n'a pas poursuivi cette idée. Au moment de sa mort, le 11 octobre 1896, Bruckner avait composé la majorité, sinon la totalité, du quatrième mouvement, avec environ 560 mesures sur des bifolios autographes, séquentiellement numérotés. Diverses tentatives ont été faites pour assembler et, si nécessaire, compléter et préparer ainsi le manuscrit survivant du Final pour pouvoir être exécuté. Les deux complétions les plus connues sont celles de William Carragan (1983-2017) et par un comité de musicologues, compositeurs et chefs d'orchestre : Nicola Samale, John Philips, Benjamin-Gunnar Cohrs et Giuseppe Mazzuca (SPCM, 1984-2021).